# Pięciobój nowoczesny na Światowych Wojskowych Igrzyskach Sportowych 2019
Pięciobój nowoczesny na Światowych Wojskowych Igrzyskach Sportowych 2019 rozgrywany był w dniach 22–26 października 2019 w które odbywały się w Wuhanie podczas igrzysk wojskowych. Zawody zostały przeprowadzone na obiektach w Wuhan Business University.

## Harmonogram
| Październik 2019     | 21 Po | 22 Wt | 23 Śr | 24 Cz | 25 Pi | 26 So | 27 Ni |
| -------------------- | ----- | ----- | ----- | ----- | ----- | ----- | ----- |
| Pięciobój nowoczesny |       |       |       | 2     | 2     | 1     |       |

|  | Dzień zawodów | F | Finał (ilość) |

## Konkurencje
- Kobiety – indywidualnie, drużynowo
- Mężczyźni – indywidualnie, drużynowo
- Mikst – zawody mieszane

W skład pięcioboju nowoczesnego wchodzą
- szermierka (szpada)
- pływanie (200 m stylem dowolnym)
- jazda konna (skoki przez przeszkody)
- bieg przełajowy (3 km) ze strzelaniem (pistolet)

## Medaliści

### Mężczyźni
| Konkurencja         | Złoto                                                                       | Złoto | Srebro                                                                    | Srebro | Brąz                                                                                    | Brąz  |
| Konkurencja         | Zawodnik                                                                    | Pkt   | Zawodnik                                                                  | Pkt    | Zawodnik                                                                                | Pkt   |
| Zawody indywidualne | Aleksandr Lifanov · Rosja                                                   | 1 456 | Lee Ji-hun · Korea Południowa                                             | 1 452  | Kirill Kasyniak · Białoruś                                                              | 1 441 |
| Zawody drużynowe    | Rosja · Ilja Frołow · Ilja Szugarow · Aleksandr Lifanov · Siergiej Kariakin | 4 237 | Korea Południowa · Lee Dong-gi · Lee Ji-hun · Park Sang-gu · Lee Eun-seok | 4 237  | Polska · Szymon Staśkiewicz · Sebastian Stasiak · Łukasz Gutkowski · Daniel Ławrynowicz | 4 196 |

### Kobiety
| Konkurencja         | Złoto                                                      | Złoto | Srebro                                                                                      | Srebro | Brąz                                                                               | Brąz  |
| Konkurencja         | Zawodniczka                                                | Pkt   | Zawodniczka                                                                                 | Pkt    | Zawodniczka                                                                        | Pkt   |
| Zawody indywidualne | Elodie Clouvel · Francja                                   | 1 353 | Gulnaz Gubatdullina · Rosja                                                                 | 1 345  | Salma Abdelmaksoud · Egipt                                                         | 1 335 |
| Zawody drużynowe    | Chiny · Bian Yufei · Wang Wei · Wang Shiqi · Zhong Xiuting | 3 901 | Rosja · Gulnaz Gubatdullina · Adelina Ibatullina · Ksenija Fraltsova · Jekaterina Khurasina | 3 895  | Polska · Anna Maliszewska · Oktawia Nowacka · Natalia Dominiak · Natalia Hachulska | 3 849 |

### Mikst
| Konkurencja     | Złoto                                    | Złoto | Srebro                            | Srebro | Brąz                            | Brąz  |
| Konkurencja     | Zawodniczka/Zawodnik                     | Pkt   | Zawodniczka/Zawodnik              | Pkt    | Zawodniczka/Zawodnik            | Pkt   |
| Zawody mieszane | Egipt · Salma Abdelmaksoud · Eslam Hamad | 1 464 | Węgry · Blanka Guzi · Ádám Marosi | 1 455  | Chiny · Wang Wei · Zhang Linbin | 1 438 |

## Klasyfikacja medalowa
* Gospodarz zawodów został zaznaczony tym kolorem.
| Miejsce           | Reprezentacja     | Złoto | Srebro | Brąz | Razem |
| ----------------- | ----------------- | ----- | ------ | ---- | ----- |
| 1                 | Rosja             | 2     | 2      | 0    | 4     |
| 2                 | Chiny*            | 1     | 0      | 1    | 2     |
| 2                 | Egipt             | 1     | 0      | 1    | 2     |
| 4                 | Francja           | 1     | 0      | 0    | 1     |
| 5                 | Korea Południowa  | 0     | 2      | 0    | 2     |
| 6                 | Węgry             | 0     | 1      | 0    | 1     |
| 7                 | Polska            | 0     | 0      | 2    | 2     |
| 8                 | Białoruś          | 0     | 0      | 1    | 1     |
| Ogółem (8 państw) | Ogółem (8 państw) | 5     | 5      | 5    | 15    |

Źródło:.